# 伊尔波·塞佩莱
伊尔波·塞佩莱（芬蘭語：Ilpo Seppälä，1953年10月26日—），芬兰男子摔跤运动员。他曾代表芬兰参加世界摔跤锦标赛，获得一枚铜牌。他也曾参加1984年夏季奥林匹克运动会。